# Дрешевич, Ибраим
Ибраим Дрешевич (швед. Ibrahim Dresevic; 24 января 1997 года, Швеция) — шведский и косоварский футболист, защитника японского клуба «Матида Зельвия» и сборной Косова.

## Клубная карьера
Дрешевич является воспитанником «Эльфсборга». В сезоне 2015/16 принимал участие в Юношеской Лиге УЕФА. С лета 2016 года вызывается в главную команду. 25 августа дебютировал за «Эльфсборг» в Кубке Швеции поединком против «Гаутьо», выйдя на замену на 60-й минуте вместо Йоакима Нильссона. 10 сентября 2016 года дебют состоялся и в шведском чемпионате в поединке против «Кальмара».
Летом 2022 года перешёл в турецкий клуб «Фатих Карагюмрюк».

## Карьера в сборной
Игрок юношеских сборных Швеции. Принимал участие в отборочных матчах к чемпионату Европы 2016 года сред юношей до 19 лет, однако вместе с командой не попал в финальную часть.